# Bisbat d'Oppido Mamertina-Palmi
El bisbat d'Oppido Mamertina-Palmi —diocesi di Oppido Mamertina-Palmi (italià); Dioecesis Oppidensis-Palmarum (llatí)— és un bisbat de l'Església catòlica, sufragània de l'arquebisbat de Reggio Calàbria-Bova, que pertany a la regió eclesiàstica Calàbria. El 2013 tenia 180.200 batejats d'un total 187.200 habitants. Està regida pel bisbe Francesco Milito.
La patrona de la diòcesi és Santa Maria Anunciata.

## Territori

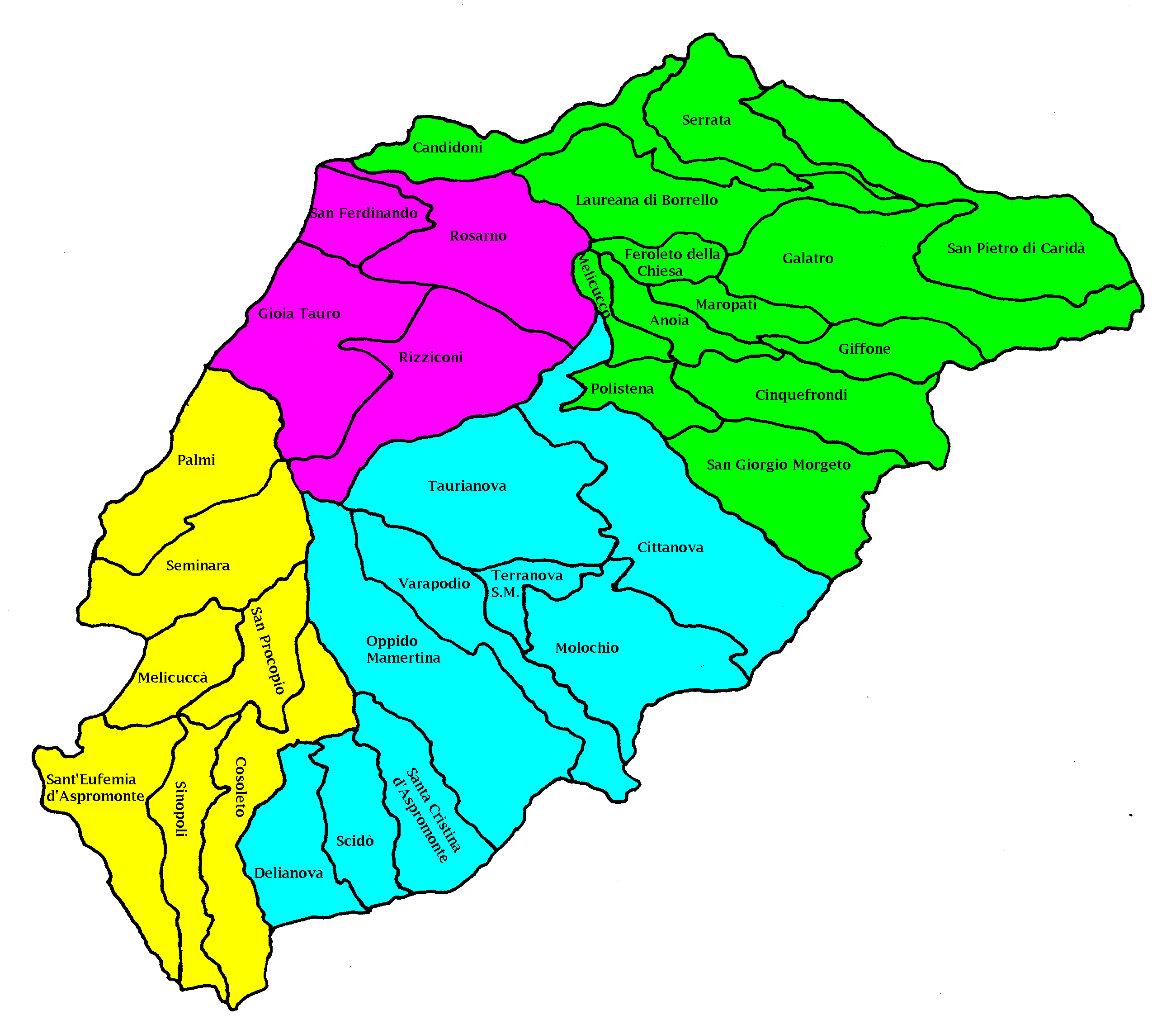
Mapa de la diòcesi

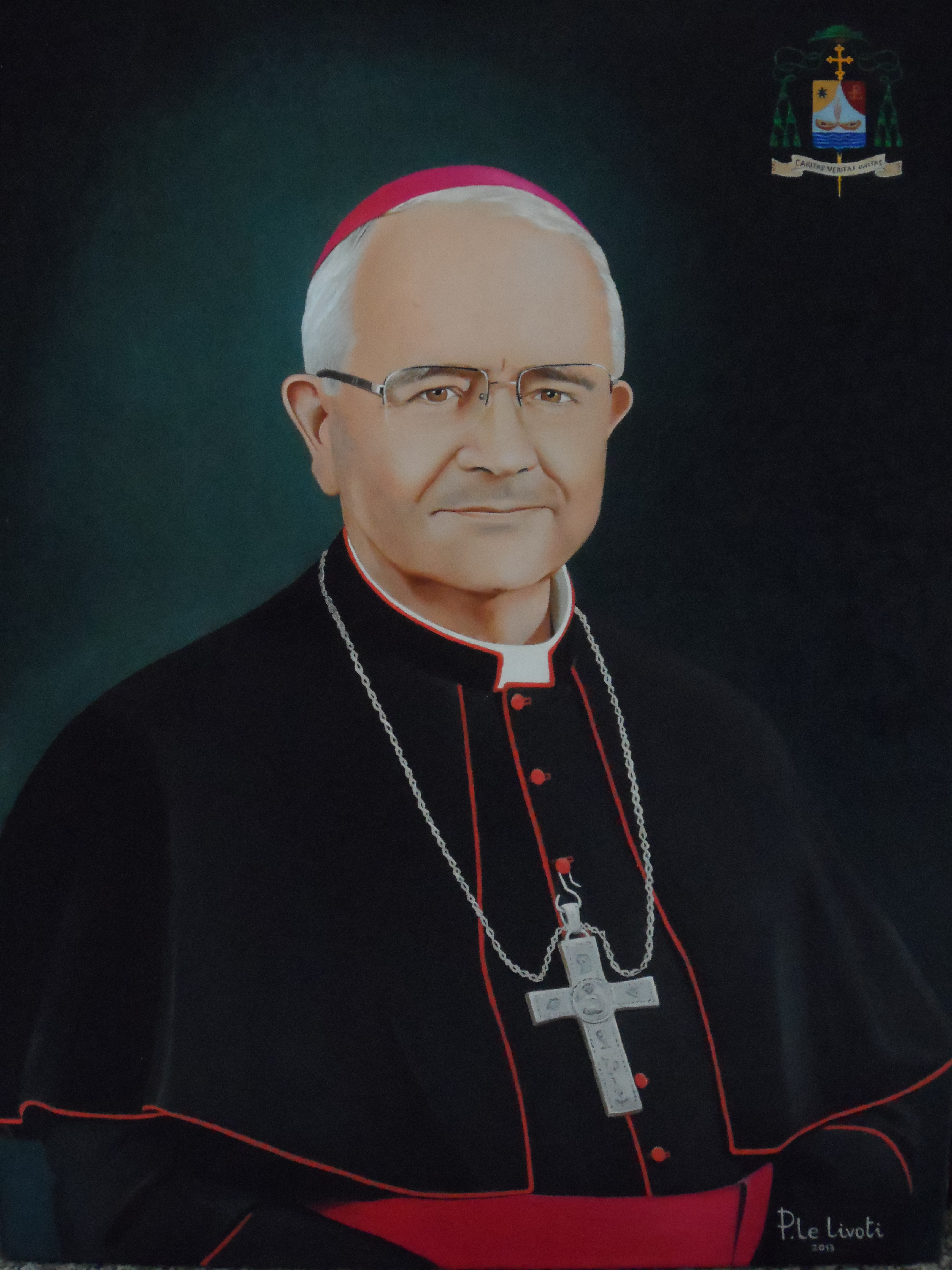
Retrat de mons. Francesco Milito

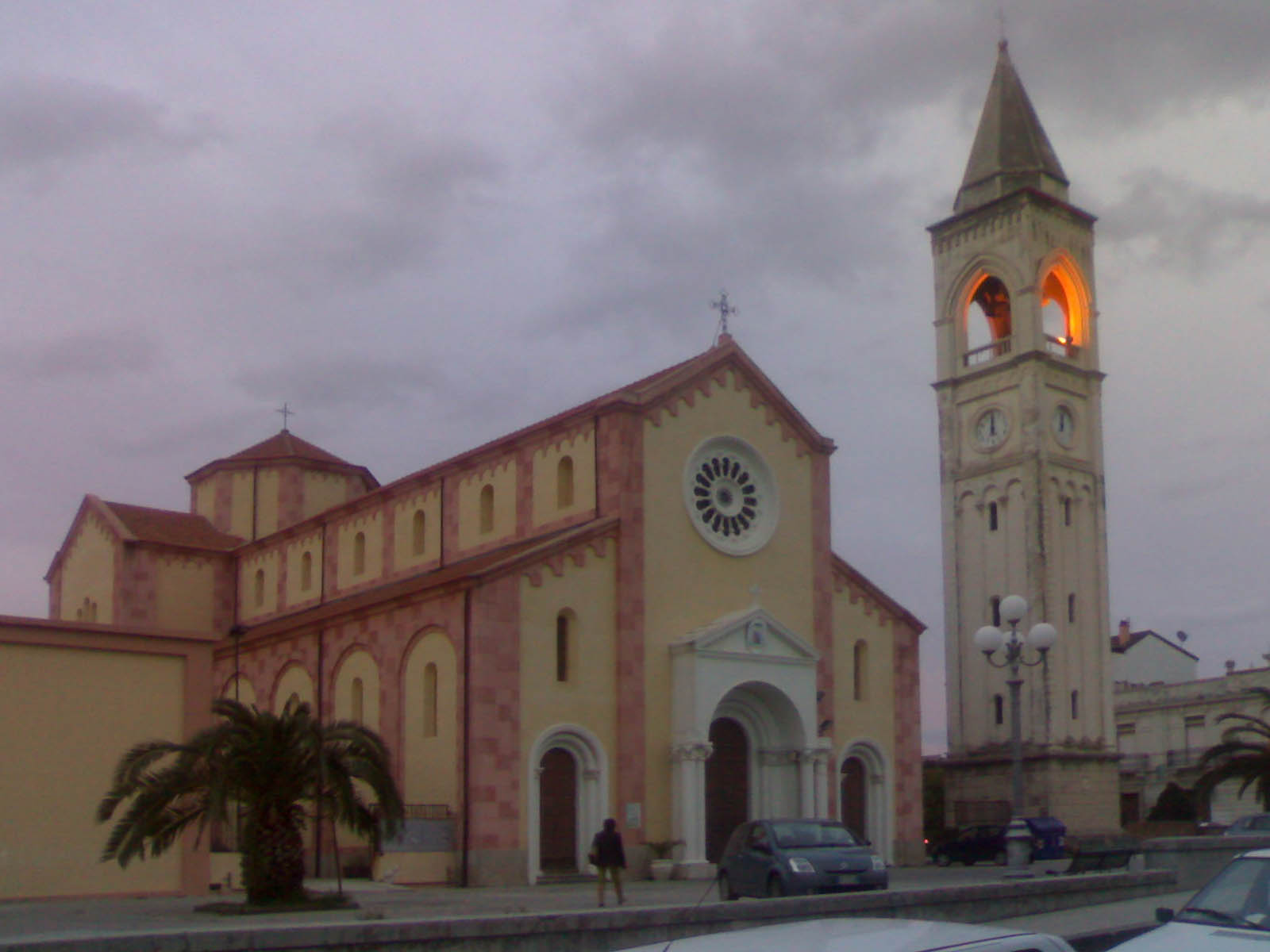
La cocatedral de Palmi

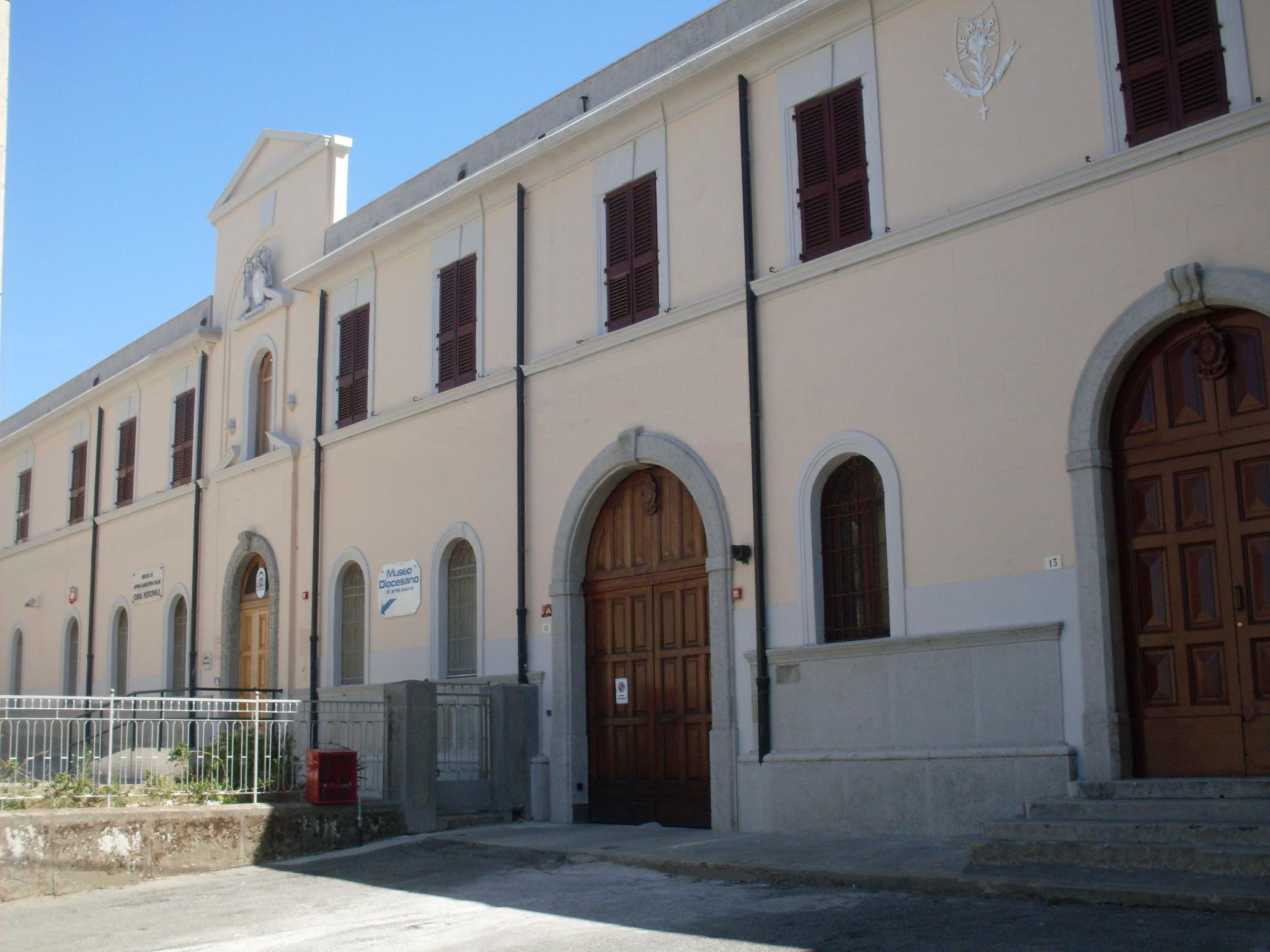
Episcopi

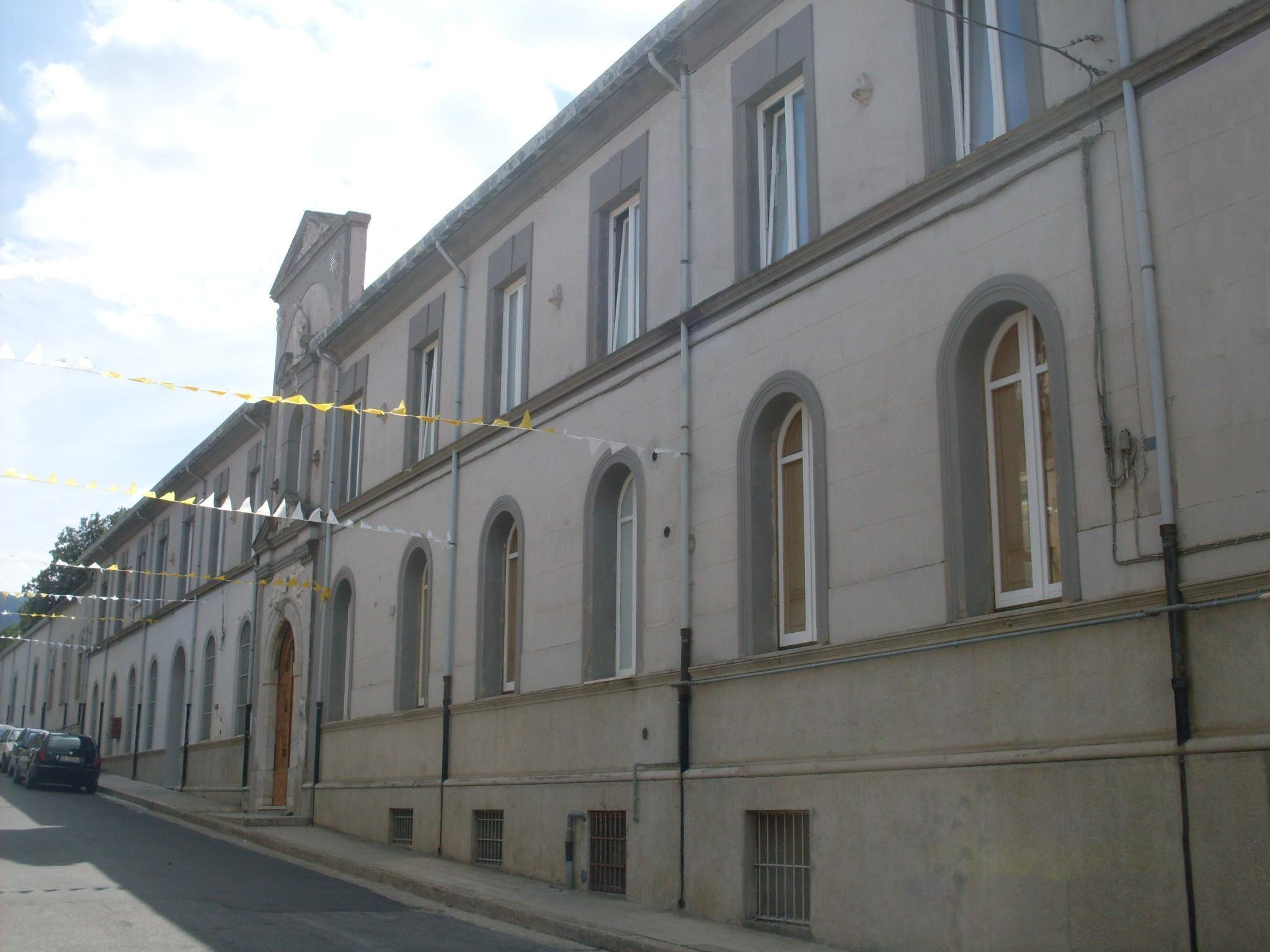
Seminari episcopal

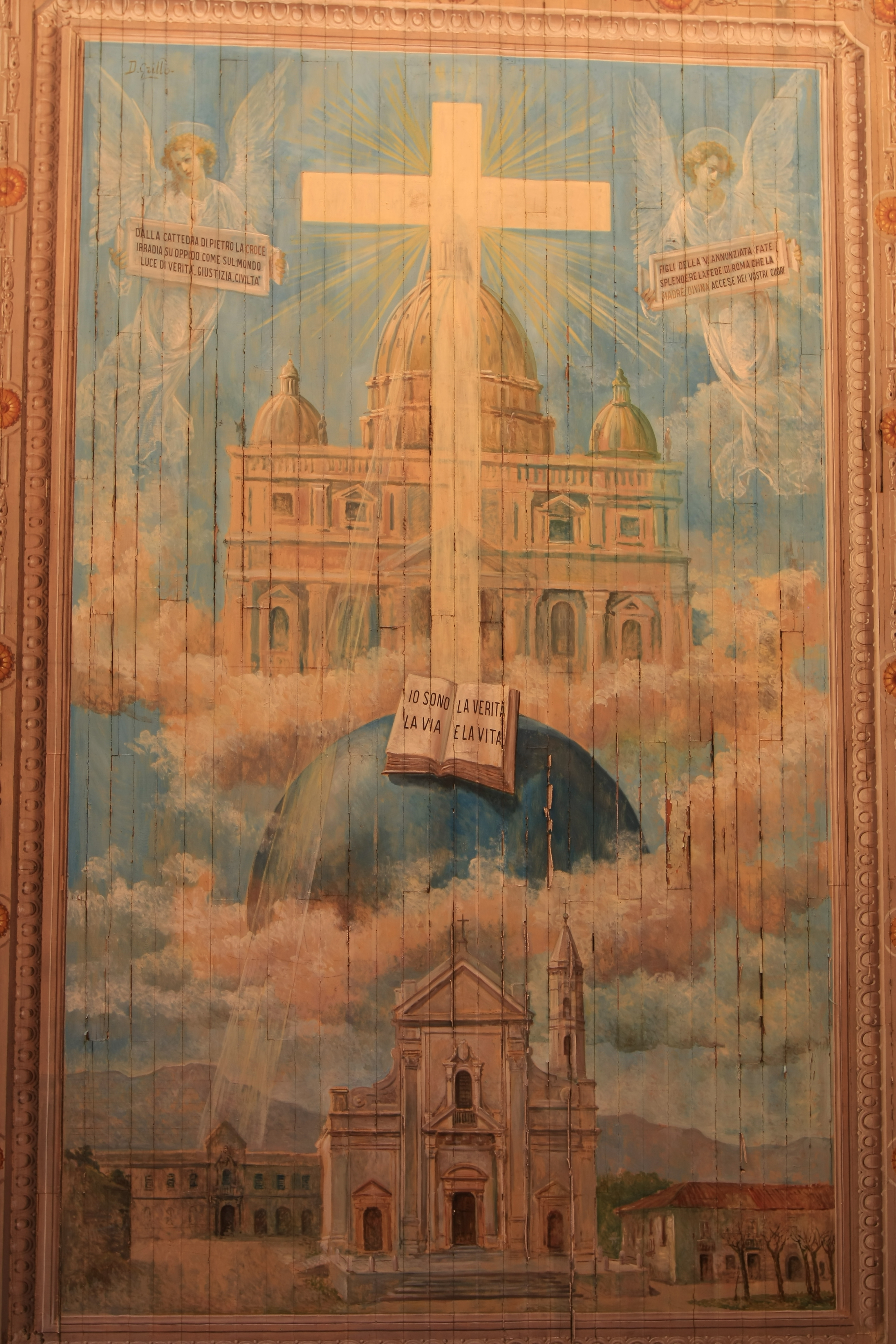
Episcopi, dipinto di Diego Grillo

La diòcesi comprèn 33 municipis de la província de Reggio Calabria.
La seu episcopal és la ciutat d'Oppido Mamertina, on es troba la catedral de Santa Maria Assunta. A Palmi hi ha la cocatedral de San Nicola.
El territori s'estén sobre 930 km², i està dividit en 66 parròquies, agrupades en 4 vicariats:
- Vicariat de Polistena: comprèn els municipis de Polistena, Anoia, Candidoni, Cinquefrondi, Feroleto della Chiesa, Galatro, Giffone, Laureana di Borrello, Maropati, Melicucco, San Giorgio Morgeto, San Pietro di Caridà, Serrata.
- Vicariat d'Oppido - Taurianova, comprèn els municipis d'Oppido Mamertina, Taurianova, Cittanova, Delianuova, Molochio, Santa Cristina d'Aspromonte, Scido, Terranova Sappo Minulio, Varapodio.
- Vicariato de Palmi, comprèn els municipis de Palmi, Cosoleto, Melicuccà, Sant'Eufemia d'Aspromonte, San Procopio, Seminara, Sinopoli.
- Vicariato de Gioia Tauro - Rosarno, comprèn els municipis de Gioia Tauro, Rizziconi, Rosarno, San Ferdinando.

## Història
La diòcesi d'Oppido Mamertina és sufragània de l'arxidiòcesi de Reggio. No se sap la data exacta de la seva creació, el primer document oficial trobat data de 1045; això no és però l'acta d'institució de la diòcesi, pel que alguns autors assumeixen que té orígens anteriors, potser de l'era romana d'Orient. El Commanville situa el seu naixement al segle ix, no obstant això, el primer bisbe conegut és Nicola, citat l'any 1053.
En 1472 es va unir a la diòcesi de Gerace sota el bisbe Atanasi Chalkeopoulos. El mateix bisbe va abolir el ritu bizantí, que es va mantenir en ús només en uns pocs llocs. En 1536 Oppido va tornar a ser independent sota el bisbe Pietro Andrea Ripanti.
Altres bisbes van ser: Antonio Cesonio (1609) i Giovanni Battista Montani (1632), que va restaurar la catedral i el palau episcopal; Bisanzio Fili (1696), que van fundar el seminari; Michele Caputo (1852), que va ser traslladat a Ariano, que se sospita que habia enverinat el rei Ferran II de les Dues Sicílies i va esdevenir apòstata.
El 10 de juny de 1979 la diòcesi va prendre el nom de Diòcesi d'Oppido Mamertina-Palmi en conformitat amb el decret Quo aptius de la Congregació per als Bisbes.

## Episcopologi
- Nicola † (citat el 1053)
- Stefano † (1295 - finals de 1301)
- Gregorio da Gerace † (1 de març de 1339 - 1349 ? mort)
- Barnaba, O.S.B.I. † (18 de maig de 1349 - 1352 mort)
- Nicola † (24 de novembre de 1352 - ? mort)
- Antonio, O.S.B.I. † (24 de gener de 1364 - ? mort)
- Stefano † (? mort)
- Simone † (15 de març de 1372 - 1394 mort)
- Giannino Malatacca † (3 de juny de 1394 - 1400 mort)
- Simone Corvo † (18 d'agost de 1400 - 1423 mort)
- Antonio di Carolei † (23 de juliol de 1423 - 25 de febrer de 1429 nomenat bisbe de Bisignano)
- Tommaso Rossi † (18 de març de 1429 - 23 de desembre de 1429 nomenat bisbe de Strongoli)
- Venturello † (13 de febrer de 1430 - 1449 mort)
- Girolamo, O.E.S.A. † (1 de setembre de 1449 - 1472 mort)
- Atanasio Calceofilo, O.Cist. † (1472 - 4 de novembre de 1497 mort)
- Troilo Carafa † (27 de novembre de 1497 - vers 1501 mort)
- Jaime de Conchillos † (23 de febrer de 1505 - 25 de febrer de 1509 nomenat bisbe de Catània)
- Bandinello Sauli † (1509 - 19 de novembre de 1517 renuncià)
  - Francesco Armellini Pantalassi de' Medici † (19 de novembre de 1517 - 6 de juny de 1519 renuncià) (administrador apostòlic)
  - Alessandro Cesarini † (6 de juny de 1519 - 15 de juny de 1519 renuncià) (administrador apostòlic)
- Girolamo Planca † (15 de juny de 1519 - 21 d'agost de 1534 mort)
- Pietro Andrea Ripanti † (28 de gener de 1536 - 2 de setembre de 1536 mort)
  - Alessandro Cesarini † (2 de setembre de 1536 - 20 de febrer de 1538 renuncià) (administrador apostòlic, per segona vegada)
- Ascanio Cesarini † (20 de febrer de 1538 - 1542 renuncià o mort)
- Francesco de Noctucis † (5 de juliol de 1542 - 1548 mort)
- Tommaso Caselli, O.P. † (7 de maig de 1548 - 3 d'octubre de 1550 nomenat bisbe de Cava de' Tirreni)
- Vincenzo Spinelli † (3 d'octubre de 1550 - 1561 renuncià)
- Teofilo Galluppi † (10 de març de 1561 - 13 d'abril de 1567 mort)
- Giovan Mario De Alessandris † (19 de setembre de 1567 - 9 de febrer de 1573 nomenat bisbe de Mileto)
- Sigismondo Mangiaruga † (29 de maig de 1573 - 1583 mort)
- Andrea Canuto † (28 de novembre de 1583 - 1605 renuncià)
- Giulio Ruffo † (12 de setembre de 1605 - 1609 mort)
- Antonio Cesonio † (2 de desembre de 1609 - 14 de juny de 1629 mort)
- Fabrizio Caracciolo Pisquizi † (28 de gener de 1630 - 1631 mort)
- Giovanni Battista Pontano (o Montano) † (19 de gener de 1632 - maig de 1662 mort)
- Paolo Diano † (12 de març de 1663 - novembre de 1673 mort)
- Vincenzo Ragni, O.S.B. † (19 de febrer de 1674 - 3 de desembre de 1693 mort)
- Bernardino Plastina, O.M. † (25 de gener de 1694 - 16 de febrer de 1697 mort)
- Bisanzio Fili † (27 de gener de 1698 - 11 d'abril de 1707 nomenat bisbe d'Ostuni)
- Giuseppe Placido De Pace, C.O. † (1 d'agost de 1707 - 5 de gener de 1709 mort)
  - Sede vacante (1709-1714)
- Giuseppe Maria Perrimezzi, O.M. † (26 de febrer de 1714 - 18 de febrer de 1734 renuncià)
- Leone Luca Vita † (15 de febrer de 1734 - 24 d'octubre de 1747 mort)
- Ferdinando Mandarani † (29 de gener de 1748 - 9 de novembre de 1769 mort)
- Nicolò Spedalieri † (29 de gener de 1770 - 5 d'abril de 1783 mort)
  - Sede vacante (1783-1792)
- Alessandro Tommasini † (26 de març de 1792 - 25 de maig de 1818 nomenat arquebisbe de Reggio Calàbria)
- Ignazio Greco † (4 de juny de 1819 - 11 de desembre de 1821 mort)
- Francesco Maria Coppola † (19 d'abril de 1822 - 11 de desembre de 1851 mort)
- Michele Caputo, O.P. † (27 de setembre de 1852 - 27 de setembre de 1858 nomenat bisbe d'Ariano)
- Giuseppe Teta † (20 de juny de 1859 - 11 de febrer de 1875 mort)
- Antonio Maria Curcio † (11 de febrer de 1875 - 15 de juliol de 1898 mort)
- Domenico Scopelliti † (28 de novembre de 1898 - 15 de desembre de 1919 renuncià)
- Antonio Galati † (15 de desembre de 1919 - 1 de juliol de 1927 nomenat arquebisbe de Santa Severina)
- Giuseppe Antonio Caruso † (26 d'agost de 1927 - 1928 renuncià)
- Giovanni Battista Peruzzo, C.P. † (19 d'octubre de 1928 - 15 de gener de 1932 nomenat bisbe d'Agrigent)
- Nicola Colangelo † (4 d'abril de 1932 - 16 de desembre de 1935 nomenat bisbe de Nardò)
- Nicola Canino † (30 de desembre de 1936 - 11 d'abril de 1951 renuncià)
- Maurizio Raspini † (9 de maig de 1953 - 6 de gener de 1965 renuncià)
- Santo Bergamo † (18 de novembre de 1971 - 11 d'octubre de 1980 mort)
- Benigno Luigi Papa, O.F.M.Cap. (29 de setembre de 1981 - 11 de maig de 1990 nomenat arquebisbe de Tàrent)
- Domenico Crusco † (7 de febrer de 1991 - 6 de març de 1999 nomenat bisbe de San Marco Argentano-Scalea)
- Luciano Bux † (5 de febrer de 2000 - 2 de juliol de 2011 jubilat)
- Francesco Milito, des del 4 d'abril de 2012

## Demografia
A finals del 2013, la diòcesi tenia 180.200 batejats sobre una població de 187.200 persones, equivalent 96,3% del total.
| any  | població | població | població | sacerdots | sacerdots       | sacerdots       | sacerdots             | diaques | religiosos | religiosos | parroquies |
| ---- | -------- | -------- | -------- | --------- | --------------- | --------------- | --------------------- | ------- | ---------- | ---------- | ---------- |
| any  | batejats | total    | %        | total     | clergat secular | clergat regular | batejats por sacerdot | diaques | homes      | dones      |            |
| 1948 | 42.000   | 42.000   | 100,0    | 47        | 47              |                 | 893                   |         |            |            | 20         |
| 1969 | 30.175   | 30.175   | 100,0    | 33        | 33              |                 | 914                   |         |            | 38         | 21         |
| 1980 | 175.000  | 175.000  | 100,0    | 120       | 100             | 20              | 1.458                 |         | 20         | 110        | 74         |
| 1987 | 160.000  | 160.000  | 100,0    | 117       | 101             | 16              | 1.367                 |         | 16         | 200        | 63         |
| 1999 | 174.430  | 177.430  | 98,3     | 104       | 87              | 17              | 1.677                 | 2       | 21         | 245        | 64         |
| 2000 | 174.000  | 177.430  | 98,1     | 100       | 81              | 19              | 1.740                 | 7       | 24         | 235        | 65         |
| 2001 | 174.000  | 177.430  | 98,1     | 97        | 79              | 18              | 1.793                 | 7       | 23         | 230        | 65         |
| 2002 | 174.000  | 177.430  | 98,1     | 96        | 81              | 15              | 1.812                 | 7       | 20         | 215        | 65         |
| 2003 | 174.000  | 177.430  | 98,1     | 99        | 81              | 18              | 1.757                 | 8       | 24         | 184        | 65         |
| 2004 | 173.990  | 177.400  | 98,1     | 101       | 84              | 17              | 1.722                 | 8       | 23         | 180        | 65         |
| 2013 | 180.200  | 187.200  | 96,3     | 97        | 86              | 11              | 1.857                 | 22      | 16         | 150        | 66         |